# Мизва, Стивен
Стивен Мизва (англ. Stephen Mizwa, пол. Stefan Piotr Mierzwa) (12 ноября 1892 года, Ракшава, Галиция — 16 января 1971 года, Хьюстон, США) — польско-американский общественный деятель, меценат, доктор наук, профессор, основатель и руководитель Фонда Костюшко (Нью-Йорк).

## Биография
Родился и вырос в крестьянской семье, был старшим из тринадцати детей. В 1910 году, в возрасте 17-ти лет эмигрировал в США, был рабочим, посещал школу для иностранцев в Нортгемптоне, Массачусетс. В 1912 году, сэкономив немного денег, поступил в Американский Международный Колледж (англ. Americas International College) в Спрингфилде. Чтобы покрыть обучение, Стивену приходилось много и тяжело работать, но даже в этих условиях уже через шесть месяцев он закончил базовый курс, а за три года завершил четырёхлетнюю программу. Продолжил своё обучение в престижном Амхерстском колледже, по окончании которого, в 1920 году, получил диплом с отличием. Продолжая учёбу, получил магистерскую степень в Гарварде.
В 1925 году он получил должность доцента кафедры экономики в Университете Дрейка (Де-Мойн, Айова). В это же время в американском журнале «The American Magazine» была напечатана статья, впоследствии перепечатанная в журнале «Ameryka — Polska» под названием «От сохи до кафедры» (пол. Od sochy do katedry), рассказывающая о его одиннадцатилетнем пути на профессорскую кафедру.
В 1928 году Стивен Мизва занял пост президента Alliance College в Кембридж-Спрингс, Пенсильвания, где успешно работал до 1932 года.
В 1932 году был удостоен почётной докторской степени в Американском Международном Колледже. Следующие годы деятельности Стивена Мизвы были неразрывно связаны с основанным им в 1925 году Фондом Костюшко, в котором он занимал должности исполнительного директора и президента Фонда (1950—1970 гг.).
Ушёл в отставку по причине болезни 15 июля 1970 года, умер в Хьюстоне 16 января 1971 года. Похоронен в Чикопи, Массачусетс.

## Общественная деятельность
В 1923 году Стивен Мизва организовал Польско-американский стипендиальный комитет (англ. Polish American Scholarship Committee), который стал основой для создания в 1925 году в Нью-Йорке Фонда Костюшко — польско-американского культурно-образовательного благотворительного фонда, целью которого было определено развитие польско-американских культурных и образовательных связей, презентация польского искусства и национальных традиций, изучение польского языка в Америке и английского в Польше, а также развитие студенческого обмена между Польшей и США.
Стивен Мизва руководил Фондом Костюшко с момента основания и до 1970 года; он также основал, редактировал и издавал печатный орган фонда — бюллетень «The Kościuszko Foundation Monthly News Letter».

## Награды
Был награждён Офицерским крестом Ордена Возрождения Польши (1930) и Золотым Крестом Заслуги (1936). Польская академия литературы наградила его «Серебряными академическими лаврами» (1935).